# Jonathan Hornblower
Jonathan Hornblower (né à Chacewater le 5 juillet 1753 – mort à Penryn le 23 février 1815) est un pionnier britannique de la machine à vapeur.

## Biographie
Fils de Jonathan Hornblower l'Ancien, et frère de Jabez Carter Hornblower, deux autres pionniers du machinisme, le jeune Hornblower fit ses études élémentaires à l'école religieuse de Truro. Il a été apprenti chez un ferrailleur de Penryn.
Il est inhumé dans le cimetière Saint-Gluvias de Penryn.

## Vie personnelle
Il s'est marié en premières noces avec Rosamund Phillips (1775), puis en secondes noces avec Elizabeth Jordan dont il eut deux filles : Rosamund (1789) et Elizabeth (1790).
Il est devenu chrétien baptiste et a été baptisé le 25 juillet 1773, à l'âge de 20 ans, dans une église baptiste de Trelever.

## Le moteur à effet compound

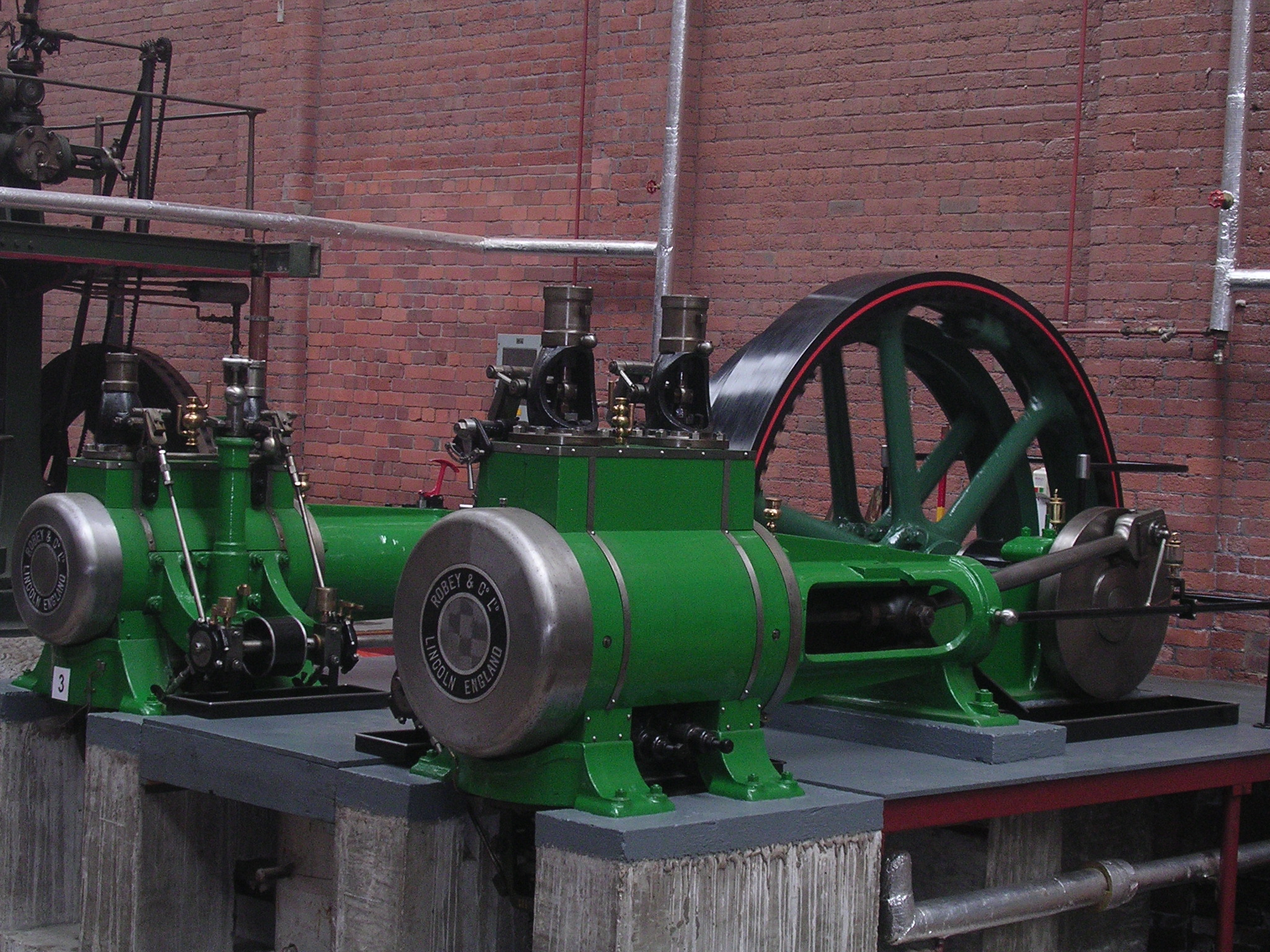
Un moteur Robey cross-compound à axe horizontal : on voit à gauche le cylindre haute pression (plus petit) et à droite le cylindre basse pression (Discovery Museum).

Il inventa la machine à effet compound en 1781 et la fit breveter le 16 juillet de la même année. Ce type de machine à vapeur comporte deux cylindres : l’un fonctionnant à haute pression, l’autre à basse pression ; l’idée est de récupérer l’énergie du piston lors de la phase de détente de la vapeur dans le cylindre haute pression, pour provoquer l'admission de vapeur dans le cylindre basse-pression. Cette invention, bien que révolutionnaire dans son principe, se heurta aux poursuites judiciaires intentées par James Watt (Sté Boulton & Watt) au titre de la  propriété intellectuelle. La confiance de James Watt, qui prétendait avoir déjà expérimenté le recyclage de vapeur, dans les machines à basse pression, aura été un frein à la motorisation de l’industrie britannique, car à puissance égale, il fallait des cylindres de grande taille. Watt estimait que les pistons ne seraient plus suffisamment étanche aux pressions élevées ; mais l’effet compound rendait inutile le condenseur, l’une des inventions les plus remarquables de l’ingénieur écossais.
L’effet compound ne devait renaître qu'en 1804 (avec les machines d'Arthur Woolf) après le délai d'expiration du brevet de Boulton et Watt : il a considérablement amélioré le rendement des machines à vapeur et annonce les moteurs à haute pression de Richard Trevithick.

## Le moteur rotatif
Après les procès en priorité avec Boulton & Watt, Hornblower consacra son génie inventif à l'amélioration du moteur rotatif. Il déposa un nouveau brevet le 5 juin 1798. Mais la fabrication du prototype d'avéra d'une complexité inhabituelle, et là encore il fut en butte aux tracasseries judiciaires de Watt et ses associés.

## La soupape deux-temps
Vers 1800, il inventa une soupape pour les moteurs à deux temps (double beat valve) : actionnée par un réducteur à roues dentées, elle permettait de vaincre la pression d'une chambre à haute pression avec une force minimum. Elle fut utilisée tout au long du XIXe siècle dans les locomotives, dans les moteurs de marine et les steamers. En 1805, Hornblower mit lui-même au point un navire à roue à aubes.